# Синдром Элерса — Данло
Синдром Э́лерса — Данло́ (синдром Э́лерса — Данло́са, син. Э-Д; англ. Ehlers-Danlos Syndrome, «гиперэластичность кожи» («Cutis hyperelastica»), несовершенный десмогенез, несовершенный десмогене́з Русако́ва, синдром Черногу́бова — Элерса — Данлоса) — группа наследственных системных дисфункций соединительной ткани, вызванных дефектом в синтезе коллагена. В зависимости от отдельной мутации, серьёзность синдрома может измениться от умеренного до опасного для жизни. Заболевание неизлечимо, но существует терапия (уход), смягчающая последствия.
Синдром назван в честь двух дерматологов, идентифицировавших его в начале XX века: Эдварда Элерса (1863—1937) из Дании и Анри-Александра Данло (1844—1912) из Франции.

## Эпидемиология
По оценкам, синдром Элерса–Данло встречается примерно у одного из 5000 новорожденных во всем мире. Ранее распространенность оценивалась как 1 случай на 250 000 до 500 000 человек, но теперь эти цифры считаются заниженными, а синдром диагностируется гораздо чаще в связи с возросшей осведомленностью медицинских работников.
Беременность у женщин с син. Э-Д увеличивает вероятность разрыва матки. Материнская смертность составляет около 12%. Маточные кровотечения могут возникать во время послеродового восстановления. При сосудистом син. Э-Д существует 50-процентный риск перфорации толстой кишки вследствие сосудистых поражений.
Развивающееся расслоение аорты приводит к тому, что кровь всё глубже затекает между слоями стенок сосуда, расслаивая их вплоть до разрыва. Развивающаяся при этом массивная кровопотеря в более чем 95% случаев приводит к смерти — 25% в первые 24 часа, 50% в первые 72 часа, 80% через две недели, 90% в первый месяц. По этой причине ежегодно умирает около 100 000 человек.
Только 50% с высокопенетрантным син. Э-Д доживает до 48 лет.

## Симптоматика
Симптомы сильно варьируются в зависимости от типа болезни. Заболевание, как правило, поражает суставы, кожу и кровеносные сосуды, с симптомами, такими как свободные (плохо прикреплённые), сильно гнущиеся суставы; гладкая или гиперэластичная, легко повреждающаяся кожа; неправильное заживление ран и формирование шрамов; маленькие и хрупкие кровеносные сосуды. Все формы затрагивают суставы, вызывая их гипермобильность, то есть их подвижность выходит за пределы нормального объема движений. В результате люди с син. Э-Д более подвержены различным травмам таким как: вывихи, подвывихи, растяжения связок, деформация и иногда разрыв мягких тканей. Так как заболевание часто не диагностируется, некоторые случаи ошибочно принимаются за жестокое обращение с детьми.

## Классификация
В прошлом было более десяти общепризнанных типов син. Э-Д. В 1997 исследователи предложили более простую классификацию, которая сократила число главных типов до шести и дала им описательные имена. Другие типы условно могут существовать, но о них сообщается только в отдельных семьях или они плохо описаны. За исключением типа гипермобильности, были идентифицированы и отождествлены отдельные мутации — они могут быть точно определены генетическим анализом. Это особенно важно из-за значительной вариативности признаков и симптомов, из-за чего в диагностике не всегда можно надёжно полагаться на одни лишь проявления патологии.
По распространенности среди населения:
| Имя                                | Номер       | Описание | OMIM           | Ген(ы)                 |
| Гипермобильность (Hypermobility)   | тип 3       | Поражает 1 человека на 10 000 - 15 000, вызван аутосомным доминирующим механизмом. Возникает в результате мутации любого из двух генов, которые вызывают Сосудистый тип и син. Э-Д с дефицитом тенасцина-X, соответственно. Проявляется в гиперподвижности суставов; поражение кожи выражено меньше. Характерны хронические мышечно-скелетные боли. | 130020         | COL3A1, TNXB           |
| Классический (Classical)           | тип 1 и 2   | Поражает приблизительно от 2 до 5 человек на 100 000. Затрагивает коллаген типа V, также коллаген типа I. | 130000, 130010 | COL5A1, COL5A2, COL1A1 |
| Сосудистый (Vascular)              | тип 4       | Поражает приблизительно 1 человека на 100 000. Вызван аутосомно-доминантным дефектом в синтезе коллагена типа III | 130050         | COL3A1                 |
| Кифосколиоз (Kyphoscoliosis)       | тип 6       | Аутосомно-доминантный дефект, вызывающий недостаток фермента лизин-гидролазы. Очень редок; описано немногим более 60 случаев. | 225400, 229200 | PLOD1                  |
| Артрохалазия (Arthrochalasis)      | типы 7A и B | Поражает коллаген типа I. Крайне редок, описано всего около 30 случаев. | 130060         | COL1A1, COL1A2         |
| Дерматоспараксис (Dermatosparaxis) | тип 7C      | Также крайне редок, описано около 10 случаев. | 225410         | ADAMTS2                |

### Тип гипермобильность
Прежний тип 3, встречается у 1 человека на 10 000 — 15 000, что делает его самым распространённым вариантом болезни. Признаки и симптомы могут быть не диагностированы (не распознаны) врачами или, как правило, ошибочно диагностированы как фибромиалгия, и обычно больным не ставят диагноз, пока не проявятся серьёзные осложнения. Диагностика осуществляется, в основном, на клинических наблюдениях.
Основные признаки и симптомы включают в себя:
- Свободные, нестабильные суставы, подверженные: растяжениям, вывихам, подвывихам (частичный вывих), переразгибанию суставов.
- Плоскостопие.
- Высокое и узкое (готическое) нёбо.
- Лёгкие кровоподтёки.
- Легко повреждающаяся бархатно-гладкая кожа.
- Раннее начало остеопороза (обычно проявляется в середине 30 лет).
- Поражение сердца: в некоторой степени en:Dysautonomia или приобретённый порок сердца (такой как пролапс митрального клапана, что создаёт повышенный риск инфекции (эндокардит) во время операций (также возможно развитие до крайне опасной для жизни степени при пролапсе митрального клапана).[8]

Другие симптомы и осложнения могут включать в себя:
- Низкая плотность костей (остеопения) — предшественник остеопороза.
- Мышечная слабость, часто усугубляется холодной погодой.
- Деформации позвоночника, такие как: сколиоз (искривление позвоночника), кифоз (горб в грудном отделе), en:Tethered spinal cord syndrome, базилярная инвагинация (cranial settling), а также Мальформация Арнольда — Киари (поражение продолговатого мозга, мозжечка выраженные затылочными болями, нарушениями глотания, атаксией и другими симптомами)[9].
- Функциональные расстройства кишечника (функциональный гастрит, синдром раздражённого кишечника).
- Сдавление нервов (синдром запястного канала, парестезия, невралгия тройничного нерва).
- Болезнь Рейно.
- Миалгия (боль в мышцах) и артралгия.
- Повышенная утомляемость.
- Преждевременный разрыв амниона (выкидыш) во время беременности en:Premature rupture of membranes.
- Младенцы с гиперподвижностью суставов имеют слабый мышечный тонус (мышечная гипотония), который может задержать развитие таких моторных навыков как самостоятельное присаживание, вставание и хождение.

Боль, сопутствующая этому состоянию, является серьёзным осложнением.

### Классический тип
При старой системе классификации он был разделён на два типа: тип I (тяжёлый) и тип II (умеренный). Поражает приблизительно от 2 до 5 человек на 100 000, и является вторым по распространённости. Поражает коллаген V и I типа. Важные симптомы затрагивают кожу и суставы. Больные как правило проявляют:
- Гладкая, сильно растяжимая (эластичная), легко ранимая кожа.
- Уродующие или необычайно обширные рубцы (шрамы), особенно на лбу, коленях, локтях и подбородке.
- Гипермобильные суставы имеют тенденцию к вывихам, растяжению связок и подвывихам (обычно в коленной чашечке, в плече, в пястно-фаланговом суставе en:Metacarpophalangeal joint, и в височно-челюстном суставе.
- Из-за сниженного мышечного тонуса, у младенцев может быть нарушено развитие моторных навыков.
- Дети могут иметь склонность к развитию грыжи или смещению любого внутреннего органа.

В настоящее время не существует определённого теста для диагностики этого типа синдрома. И ДНК-анализ и биохимические исследования используются для выявления поражённых болезнью. В некоторых случаях биопсия кожи была признана полезной при постановке диагноза. Эти тесты не достаточно надёжны. Если в семье есть несколько больных членов, то можно провести внутриутробную ДНК-диагностику.

### Сосудистый тип
Поражает приблизительно 1 человека на 100 000, вызван аутосомно-доминантным дефектом в синтезе коллагена типа III. В старой системе классификации имел номер IV. Этот тип является самой опасной разновидностью синдрома. Проведённые исследования определяют ожидаемую продолжительность жизни примерно в 48 лет. Тем не менее, эта цифра вероятно искажена и основана на факте, что этот тип (как все остальные типы синдрома) недодиагностирован и высокие цифры ранней смертности обусловлены преимущественно посмертной диагностикой. Повышение осведомлённости среди врачей и населения может помочь сделать эту цифру более точной.
Признаки и симптомы:
- Гипермобильность, наиболее очевидна на пальцах рук и ног.
- Хрупкие стенки сосудов оболочек органов и нежной кожи, имеют склонность к разрыву или образованию аневризмы.
- Больные, как правило, имеют тонкую, бледную и прозрачную кожу (заметен венозный рисунок на груди).
- Артериальная, кишечная или маточная хрупкость, трещины или разрывы.
- Обширные кровоподтёки.
- Некоторые пациенты выражают характерные черты лица (большие глаза, маленький подбородок, тонкий нос и губы, мягкие уши) и имеют маленький рост.

В результате возможности маточного разрыва, беременность может оказаться опасной для жизни. Доступно лабораторное тестирование. Кожная биопсия может служить доказательством аномальной структуры коллагена. Этот биомеханический анализ выявляет более 95 % случаев. Лабораторное тестирование рекомендуется лицам имеющим два или более значительных симптома. ДНК-анализ может выявить изменения в пределах гена COL3A1. Эта информация может помочь при дородовой медико-генетической консультации, когда один из родителей был диагностирован и известна его генетическая мутация или был продемонстрирован биомеханический дефект.

### Тип кифосколиоз
В прежней классификации тип VI. Очень редок, обнаружено немногим более 60 случаев, передаётся аутосомно-рецессивным механизмом. Основным симптом является общая нестабильность (непрочность) суставов. У младенцев наблюдается слабый мышечный тонус, задержка в развитии моторных навыков, прогрессирующее в течение жизни ненормальное искривление позвоночника сколиоз, при котором обычно больные не могут ходить к 20 годам. Легко ранимые глаза и кожа, также вероятна уязвимость кровеносных сосудов. Наблюдаются: спонтанная отслойка сетчатки, кровоизлияния в стекловидное тело, разрывы глазного яблока и роговицы, склер. Также у костей может быть снижена плотность.
Существует четыре основных медицинских критерия при диагностике этого типа. Это гипермобильные суставы, слабый мышечный тонус у новорождённых, прогрессирующий с рождения сколиоз и хрупкие (уязвимые) глаза, что может придать голубоватый оттенок склерам или вызвать разрыв глаза.
Вызван изменениями в хромосоме 1 гена PLOD, который кодирует фермент лизил-гидролазу. Возможен лабораторный тест, в нём измеряется содержание в моче hydroxylysyl pryridinoline’а. Он крайне чувствителен и специфичен для данного типа синдрома, рекомендуется младенцам с тремя и более основными симптомами. Внутриутробный анализ применяется, если известно о существующем риске: диагностированы больные члены семьи, имеющие положительные результаты тестирования. Вышеупомянутый амниоцентез может быть выполнен, если зародышевые клетки берутся из амниотической жидкости и измерена активность фермента.

### Артрохалазия
Характеризуется дефектом коллагена I типа за счет генов COL1.
При этом варианте ребенок может рождаться с врожденным вывихом бедра. Наследуется аутосомно – доминантно. Описано только около 30 случаев.
Симптомы:
- Тяжелая генерализованная гипермобильность суставов с повторными вывихами (подвывихами).
- Гиперэластичная кожа.
- Атрофические шрамы.
- Мышечная гипотония.
- Кифосколиоз.
- Остеопения.[10]

### Дерматоспараксис
Имеется дефектный ген ADAMTS2, о котором было сообщено в 10 случаях по всему миру.
Наследуется аутосомно-рецессивно.
Симптомы:
- Чрезвычайно хрупкая кожа, склонная к появлению кровоподтёков (гематом, синяков).
- Раны и ссадины тяжело и долго заживают, образуя впоследствии атрофические рубцы (шрамы).
- Кожа на ощупь мягкая и податливая, ее слишком много и она образует складки.
- Преждевременный разрыв плодных оболочек, грыжи (пупочные, паховые).[10]

## Диагностика
Основана на данных:
- анамнеза заболевания;
- обследования;
- биопсии кожи;
- молекулярно-генетических исследований.

Дополнительно проводят:
- УЗИ внутренних органов;
- офтальмологическое обследование;
- эхокардиографию.[10]

## Лечение
Симптоматическое:
Для стабилизации деятельности сердечно-сосудистой и нервной системы, нормализации процессов в опорно-двигательном аппарате и коже используются:
- гемостатическая терапия — аскорбиновая кислота, этамзилат, антифибринолигики;
- препараты, стимулирующие обмен веществ и регенерацию;
- метаболические средства (карнитин-хлорид);
- минеральные комплексы;
- препараты, стимулирующие рост (инъекции соматотропного гормона);
- нейрометаболические стимуляторы, стимулирующие умственную деятельность.[10]

## Профилактика
Основными направлениями профилактики неблагоприятных проявлений СЭД являются:
- правильно подобранная физическая нагрузка;
- предотвращение вывихов суставов;
- профилактические курсы лечения у офтальмолога, стоматолога;
- удаление псевдоопухолей;
- превентивное лечение патологий сердца, глаз.